# 奧克倫德冰原島峰
65°4′S 60°10′W / 65.067°S 60.167°W
奧克倫德冰原島峰（英語：Åkerlundh Nunatak）是南極洲的冰原島峰，位於葛拉漢地的奧斯卡二世海岸，屬於錫爾冰原島峰的一部分，處於布魯斯冰原島峰和默多克冰原島峰之間，在1947年由英國探險隊繪入地圖。